# Figma
Figma je kolaborativní webová aplikace pro návrh rozhrání s dalšími offline funkcemi, které umožňují desktopové aplikace pro macOS a Windows. Jedná se o vektorový grafický editor. Mobilní aplikace Figma pro Android a iOS umožňuje náhled a interakci s prototypy v reálném čase na mobilních zařízeních.

## Historie
První verzi Figmy vydala stejnojmenná firma založená Dylanem Fieldem a Evanem Wallacem v roce 2016 po čtyřech letech vývoje, během nichž nabrala investice ve výši téměř 20 milionů dolarů. V následujících letech zájem investorů strmě rostl a s ním přicházely další desítky milionů.
V roce 2022 společnost Adobe oznámila plánovanou transakci ve výši 20 miliard dolarů (půl bilionu korun), za kterou hodlá společnost Figma odkoupit. V roce 2023 však od této transakce společnost Adobe odstoupila. Adobe nedokázalo evropským regulačním orgánům dokázat, že akvizice v budoucnu nepoškodí konkureci.

## Nástroje

### Figma design
Figma (design) je kolaborativní designérský nástroj. Její hlavní využití je navrhování webových a mobilních aplikací.

### Dev Mode
Figma obsahuje také Dev Mode. Jedná se o nástroj, který pomáhá v kolaboraci designérů a vývojářů. Pomocí Dev Mode mohou designéři vytvořit prototyp, jak bude aplikace/webová stránka fungovat. Vývojáři pak mohou prototyp 1:1 převést do kódu.

### FigJam
FigJam je online kolaborativní nástěnka. Tato online nástěnka slouží k zefektivnění práce, brainstormingu, plánování a dalším aktivitám, které usnadňují práci v týmu.

## Konkurence
Hlavními kompetitory jsou v současné adobě aplikace Sketch a Adobe XD.